# Oenotrichia tripinnata
Oenotrichia tripinnata är en träjonväxtart som först beskrevs av F. Muell., och fick sitt nu gällande namn av Edwin Bingham Copeland. Oenotrichia tripinnata ingår i släktet Oenotrichia och familjen Dryopteridaceae. Inga underarter finns listade.